# Václav Dvořák (hospodář)
Václav Dvořák (16. října 1900 Říkov – 14. března 1951 Hradec Králové) byl český hospodář a oběť komunistického režimu, který zemřel ve vazbě v důsledku brutálního mučení příslušníky Státní bezpečnosti. 

## Životopis

### Mládí
Narodil se v říjnu 1900 v Říkově, vychodil pět tříd obecné školy, tři roky studoval na měšťanské škole a dva rok posléze studoval na rolnické škole. Absolvoval základní vojenskou službu (končil jako desátník), krátce po prvního světové válce se v rámci této služby podílel na formování Československé armády v Užhorodě. Poté se vrátil do rodného Říkova, kde se začal věnovat rodinnému hospodářství.

### První republika
V letech 1925 a 1926 absolvoval dvě vojenská cvičení (v roce 1926 byl umístěn v Čáslavi), vojenskou službu ukončil v prosinci 1927. Dvořák byl během první republiky angažovaný v různých zemědělských organizacích. Byl předsedou okresního sdružení Republikánského dorostu československého venkova v oblasti Českoskalicka, Okresního sdružení chovatelů a členem Selské jízdy, Zemědělské jednoty, Potravinářského družstva, ale také Sokola. V červenci 1937 převzal rodinné hospodářství po svých rodičích. V regionu patřil k nejvýznamnějším hospodářům. Během nacistické okupace Československa nuceně vstoupil do Národní souručenství a během války byl nucen nacistům dodávat vypěstované plodiny.

### Po Únoru 1948
Po komunistickém puči v únoru 1948 byl komunistickým režimem soustavně šikanován a označen za politicky závadnou osobu. S nastupivším komunistickým režimem otevřeně nesouhlasil a odmítal se podřídit nucené kolektivizaci. Zejména za účelem zastrašení ostatních hospodářů v okolí se jej Státní bezpečnost rozhodla zlikvidovat. Využila k tomu svého agenta, který Dvořáka udal v souvislosti s nechtěným výstřelem z pistole, kterou Dvořák vlastnil. Dne 8. března 1951 byl zatčen a obviněn z trestného činu velezrady, z pokusu o rozvrácení "lidově demokratického zřízení" (tj. protistátní činnosti), neoprávněného držení zbraní a dokonce zcela nesmyslně z vraždy příslušníka SNB. Převezen byl do věznice v Hradce Králové.

### Smrt
Dne 14. března 1951 ve vazbě Dvořák zemřel, podle oficiální verze spáchal sebevraždu oběšením. Během pitvy však byla nalezena celá řada velmi vážných zranění, které vypovídají o Dvořákově úmrtí v důsledku velmi vážných zranění způsobených bitím. Pohřben byl dne 16. března 1951 v Třebešově.
Se svou manželkou Annou měl Dvořák dvě děti, dceru Helenu a syna Václava. Měl nejméně jednoho bratra, jménem Jaroslav.

### Rehabilitace
První pokus o jeho rehabilitaci se uskutečnil během událostí Pražského jara v roce 1968, nebyl však úspěšný. Rehabilitován byl nakonec až po sametové revoluci v únoru 1993, a to konkrétně v případu neoprávněného věznění mezi 8. a 14. březnem 1951, které bylo v rozporu s tehdejším právem. V září 1998 mu byla Konfederací politických vězňů České republiky in memoriam udělena pamětní medaile.